# Hrabstwo Shelby (Kentucky)

Piramida wieku hrabstwa

Hrabstwo Shelby – hrabstwo w USA, w stanie Kentucky. Według danych z 2010 roku, hrabstwo zamieszkiwały 42074 osoby. Siedzibą hrabstwa jest Shelbyville.

## Miasta
- Shelbyville
- Simpsonville